# Jalaid
Jalaid är ett mongoliskt baner som lyder under förbundet Hinggan i den autonoma regionen Inre Mongoliet i nordvästra Kina.